# Terpsiphone cinnamomea
Terpsiphone cinnamomea е вид птица от семейство Monarchidae.

## Разпространение
Видът е разпространен в Индонезия и Филипините.